# Belonuchus aenigmaticus
Belonuchus aenigmaticus (лат.) — вид жуков-стафилинид рода Belonuchus из подсемейства Staphylininae. Мексика (Hidalgo).

## Описание
Коротконадкрылые хищные жуки, длина тела 9,2 мм. Форма тела удлинённая, слегка сплюснутая. Чёрная окраска на голове, усиках (кроме апикального членика), переднеспинке, задней половине переднегруди, 3/4 пятого видимого сегмента брюшка, полностью шестом и брюшных грифельках. Красноватые на надкрыльях, ногах, стернуме (за исключением задней половины переднегруди), видимых 1-4-м и передней 1/4-м сегментах брюшка, заднем крае прегенитального стернита, генитальном сегменте и основании грифельков. Мандибулы и скутеллюм коричневые.

## Таксономия и этимология
Вид был впервые описан в 2022 году мексиканскими энтомологами Хуаном Маркесом (Juan Márquez) и Джульетой Асиайн (Julieta Asiain; Laboratorio de Sistemática Animal, Centro de Investigaciones Biológicas, Universidad Autónoma del Estado de Hidalgo, Hidalgo, Идальго, Мексика), по типовым материалам из Мексики. Название этого вида происходит от слова «aenigma» и указывает на то, что его правильное отнесение к группе видов platypterus или trochanterinus является загадкой, а также на его большое сходство с Belonuchus optatus, Belonuchus rufipennis и Belonuchus moquinus.